# Silly season

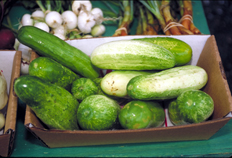
In molte lingue è usata l'espressione "stagione dei cetrioli"

Silly season è l'espressione usata nel Regno Unito per riferirsi al giornalismo dei mesi estivi, caratterizzato da grande attenzione mediatica riservata a notizie frivole. 
L'espressione venne coniata nel 1861 in un articolo del Saturday Review, ed è menzionata nella seconda edizione del Brewer's Dictionary of Phrase and Fable (1894). La quindicesima edizione del Brewer's espanse la definizione, come il periodo dell'anno in cui il parlamento non è in seduta (intorno ad agosto e settembre).

## Motivazioni
Tipicamente, la seconda metà dell'estate è carente di notizie rilevanti, e vede un calo nel numero dei lettori dei giornali. Nel Regno Unito e in altri paesi il parlamento va in ferie, privando la stampa di un'importante fonte di notizie, molte famiglie vanno inoltre in vacanza e l'attività della maggior parte delle aziende si riduce, riducendo quindi anche la quantità di notizie provenienti dal settore economico. Per attirare l'interesse del pubblico, i giornali sono soliti creare headline e articoli curiosi, spesso sfruttando "minacce alla società" (che creano quello noto nel mondo anglofono come moral panic) o notizie di cronaca nera. Ad esempio, la copertura mediatica britannica degli aiuti umanitari nell'operazione Irma durante l'assedio di Sarajevo è stata considerata una tattica da silly season.
Tra gli effetti collaterali, vi sono il fatto che storie serie possono passare in secondo piano o essere considerate come fasulle alla stregua delle notizie frivole del periodo, oppure bufale possono essere ingiustamente credute come vere dal pubblico. Un racconto scritto nel 1950 da Cyril M. Kornbluth, intitolato The Silly Season, riprende questa tematica e vede una forza d'invasione aliena mettere in scena una serie di eventi stravaganti ma innocui per saturare la stampa, in modo che allo scoppio dell'invasione aliena nessuno prenda sul serio la notizia.

## Uso nel contesto sportivo
Nei paesi anglosassoni l'espressione silly season è usata anche in riferimento al periodo dell'anno al di fuori delle competizioni stagionali. Negli sport di squadra come il football e l'hockey su ghiaccio, o negli sport di lega come Formula 1, NASCAR, NBA, o NFL, la fine della stagione che porta al periodo di pausa prima della stagione successiva è solitamente teatro di speculazioni circa possibili trasferimenti di giocatori e cambiamenti nelle squadre, che generano interesse indipendentemente dall'attendibilità.
Nel golf l'espressione è usata per indicare tornei che non fanno parte del PGA Tour o del LPGA Tour, solitamente programmati verso la fine della stagione, quando non sono in corso eventi PGA e LPGA, e che fanno uso di formati differenti da quelli delle stagioni principali, ad esempio The Shark Shootout e Skins Game.

## Nel mondo
Nei paesi nordamericani l'estate giornalistica è chiamata slow season, o dog days of summer, in tedesco è nota come Sommerloch (vuoto [di notizie] estivo), in francese è riferita come la morte-saison (la stagione morta) o la saison des marronniers (la stagione delle castagne), in svedese nyhetstorka (siccità di notizie). In molte altre lingue viene chiamata "stagione dei cetrioli". Una notizia frivola è riferita come agurknytt o agurknyhet in norvegese (letteralmente "notizia cetriolo"), rötmånadshistoria in svedese e mätäkuun juttu in finlandese (in entrambi i casi "notizia del mese marcio"). In Spagna l'espressione serpiente de verano ("serpente estivo") è usata in riferimento alle singole notizie frivole, ma non all'intera stagione, in riferimento al mostro di Loch Ness e a simili notizie, ritenute più abbondanti nel periodo estivo.